# Hilary Benn
Hilary James Wedgwood Benn, né le 26 novembre 1953 à Hammersmith, est un homme politique britannique, actuel secrétaire d'État pour l'Irlande du Nord depuis 2024.
Membre du Parti travailliste, il est député de Leeds South, anciennement Leeds Central, depuis 1999. Il est auparavant secrétaire au développement (2003-2007) et secrétaire à l'environnement (2007-2010) et président du comité restreint du Brexit (2016-2021).
Né à Hammersmith, Londres, il est le deuxième fils du leader travailliste Tony Benn et de la pédagogue Caroline Benn (en). Il étudie les études russes et européennes de l'Est à l'Université du Sussex et travaille ensuite comme assistant politique pour deux syndicats, l'ASTMS et MSF. Il est élu conseiller du conseil d'arrondissement d'Ealing en 1979 et est chef adjoint du conseil de 1986 à 1990. Il est également candidat parlementaire travailliste malheureux pour la circonscription d'Ealing North aux élections générales de 1983 et 1987. Après les élections générales de 1997, Benn est nommé conseiller spécial du secrétaire à l'Éducation David Blunkett avant de remporter une élection partielle dans Leeds Central en 1999.
Sous Tony Blair, Benn est sous-secrétaire d'État parlementaire au développement international de 2001 à 2002 et aux prisons et à la probation de 2002 à 2003. Il revient au ministère du Développement international en tant que ministre d'État en mai 2003. En octobre 2003, il est nommé au sein du cabinet Blair en tant que secrétaire d'État au Développement international. En 2007, Benn est candidat au poste de chef adjoint du Parti travailliste, mais perd contre Harriet Harman, terminant à la quatrième place. Benn sert ensuite sous Gordon Brown en tant que secrétaire d'État à l'Environnement, à l'Alimentation et aux Affaires rurales de 2007 à 2010.
Après la victoire du Labour aux élections générales de 2024, Benn est nommé secrétaire d'État pour l'Irlande du Nord par Keir Starmer.

## Jeunesse et éducation
Hilary Benn est né le 26 novembre 1953 à Hammersmith. Il est le deuxième fils de l'ancien ministre travailliste Tony Benn et de l'éducatrice d'origine américaine Caroline Benn. Il est un député de quatrième génération – son père, son grand-père paternel Lord Stansgate et ses arrière-grands-pères Daniel Holmes et John Benn sont tous députés, soutenant pour la plupart le Parti libéral.
Benn fréquente la Norland Place School, la Westminster Under School, la Holland Park School et l'Université du Sussex où il obtient un diplôme en études russes et européennes de l'Est. Benn a un frère aîné, Stephen, une sœur cadette Melissa Benn (en) et un frère cadet, Joshua.

## Début de carrière politique
Après avoir obtenu son diplôme, Benn devient agent de recherche à l'ASTMS. Lors du référendum de 1975 sur l'adhésion du Royaume-Uni à la Communauté économique européenne, il fait partie de l'équipe de la campagne référendaire nationale, qui plaide en faveur du non.
En 1980, il est détaché auprès du Parti travailliste comme co-secrétaire de la commission des finances de la commission d'enquête du Parti travailliste. En 1979, il est élu au conseil d'arrondissement d'Ealing où il est chef adjoint de 1986 à 1990.
Il est le candidat du Parti travailliste pour Ealing North aux élections générales de 1983 et 1987. À chaque fois, il est battu par le candidat conservateur Harry Greenway. Aux élections générales de 1983, Benn remporte 32,8 % des voix et quatre ans plus tard, 27,8 % des voix.
Il postule pour devenir chef de la recherche du Parti travailliste sous la direction de John Smith, mais sans succès. En 1993, il devient responsable de la politique en matière de science et de finance manufacturières. Aux élections générales de 1997, il figure sur la liste restreinte pour les sièges de Pontefract et Castleford, mais perd finalement face à Yvette Cooper. Après les élections générales de 1997, Benn est conseiller spécial de David Blunkett, alors secrétaire d'État à l'Éducation et à l'Emploi.

## Carrière parlementaire
En 1999, Benn est sélectionné comme candidat travailliste pour une élection partielle à Leeds Central à la suite du décès prématuré du ministre des Affaires étrangères Derek Fatchett à l'âge de 53 ans. Au cours de la campagne électorale partielle, il se décrit comme « un Benn, mais pas un Bennite »,.
Il remporte l'élection partielle de Leeds Central le 10 juin 1999 après un taux de participation de 19,6 %, le deuxième plus faible taux de participation à une élection partielle depuis la Seconde Guerre mondiale. Il est élu avec 48,2 % des voix et une majorité de 2 293 voix. Il prononce son premier discours à la Chambre des communes le mercredi 23 juin 1999.

### Début de carrière ministérielle (2001-2003)
Benn est réélu aux élections générales de 2001 avec une part des voix accrue de 66,9 % et une majorité de 14 381 voix. Après l'élection, Benn est nommé sous-secrétaire d'État parlementaire au ministère du Développement international. Lors du remaniement de 2002, il devient sous-secrétaire d'État parlementaire aux prisons et à la probation au ministère de l'Intérieur, en tant qu'adjoint de Charles Falconer le ministre d'État à la Justice pénale. Au ministère de l'Intérieur, il dirige un groupe de travail chargé d'enquêter sur la pédophilie sur Internet, qui recommande l'introduction du nouveau délit de « grooming ».
En janvier 2003, il est chargé de présenter le projet de loi sur les infractions sexuelles à la Chambre des communes.
En mai 2003, il est transféré du ministère de l'Intérieur au ministère du Développement international, où il exerce les fonctions de ministre d'État. Il est aussi porte-parole du ministère à la Chambre des Communes, puisque Valerie Amos, alors secrétaire d'État au Développement international, est membre de la Chambre des lords,.

### Secrétaire d'État au Développement international (2003-2007)

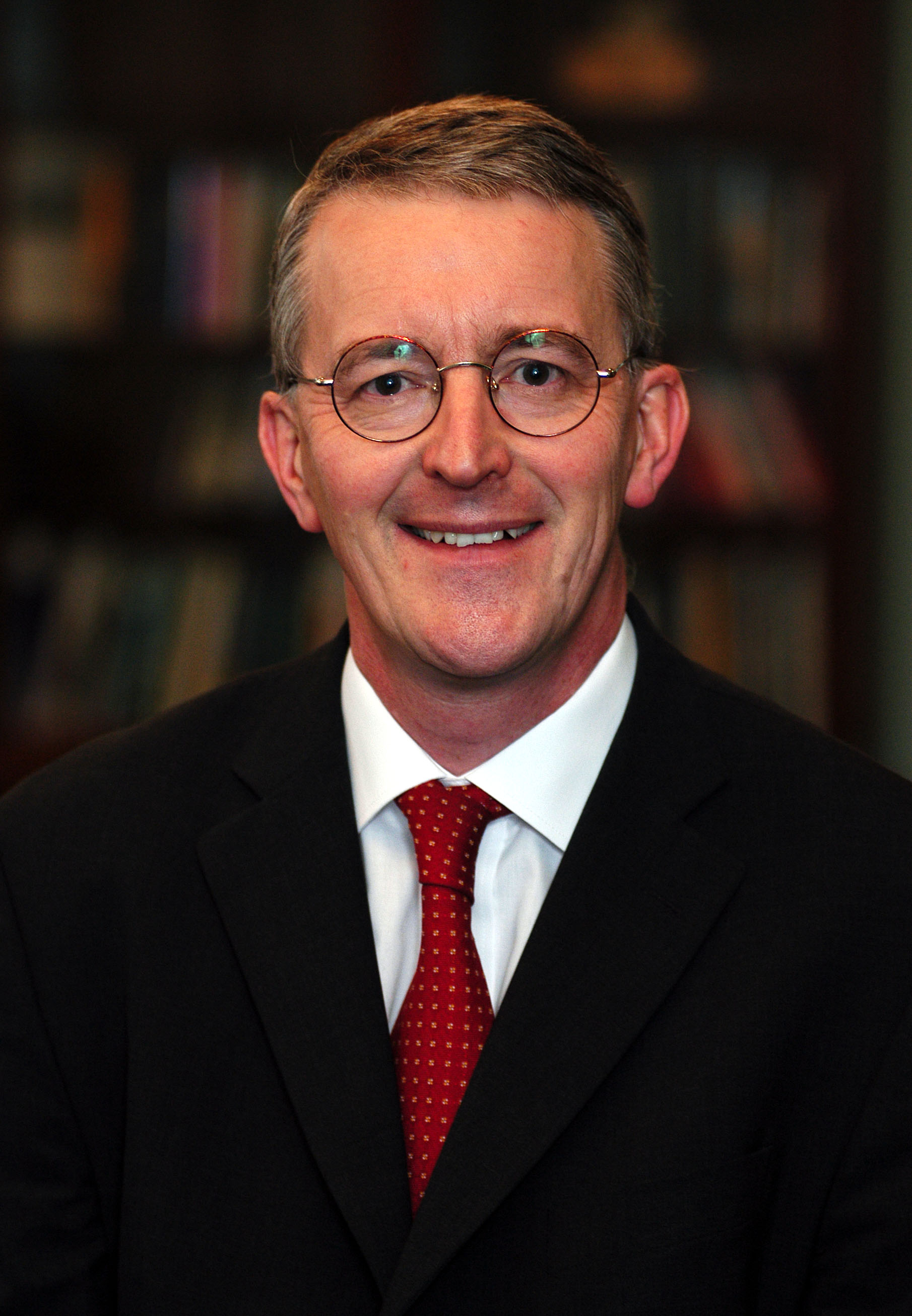
Portrait officiel, 2004

En 2003, il est promu au cabinet de son poste de ministre d'État à celui de secrétaire d'État au Développement international, après que la baronne Amos est nommée Leader de la Chambre des lords. Après sa première séance de questions au Département du développement international (DFID), Benn est critiqué par le porte-parole libéral-démocrate pour le développement international, Tom Brake pour ses commentaires sur l'ouverture de l'Irak aux investisseurs étrangers.
Le Guardian note que l'un des principaux défis de Benn en tant que secrétaire d'État au Développement international serait la « difficile reconstruction de l'Irak ».
En juillet 2004, Benn définit cinq étapes pour mettre fin à la Guerre du Darfour qui a commencé en février 2003.
Benn critique les Nations unies. En décembre 2004, il appelle à une réforme du Bureau des Nations Unies pour la coordination des affaires humanitaires (UNHCA), et déclare également que le Haut Commissariat des Nations unies pour les réfugiés (HCR) était « censé coordonner mais n'a pas le pouvoir de ressources pour le faire le travail correctement ». Benn est reconnu pour avoir aidé à fonder le Fonds central d'intervention d'urgence.
Aux élections générales de 2005, Benn est réélu, avec une part des voix diminuée de 60 % et une majorité de 11 866 voix.
Le 13 juin 2005, il engage 19 millions de livres sterling supplémentaires pour la mission de sécurité de l'Union africaine au Darfour, portant la contribution totale du Royaume-Uni à 32 millions de livres sterling. Il dirige l'équipe de négociation britannique lors des négociations de paix au Darfour en 2006.

#### Élection à la direction adjointe du Parti travailliste, 2007
Fin octobre 2006, Benn annonce sa candidature aux élections à la direction adjointe du Parti travailliste de 2007. L'un de ses premiers soutiens est Dennis Skinner, et Ian McCartney joue un rôle important dans sa campagne. Le 6 décembre, une lettre ouverte est publiée dans The Guardian, signée par six parlementaires travaillistes, affirmant que l'élection de Benn au poste de leader adjoint pourrait reconstruire une « coalition de confiance » au sein du Parti travailliste,.
En 2007, Benn est le favori des bookmakers pour la direction adjointe du Parti travailliste. Les premiers sondages le donnent comme le favori de la base : dans un sondage YouGov auprès des membres du parti, Benn est en tête avec 27 %, suivi du secrétaire à l'Éducation Alan Johnson avec 18 %, du secrétaire à l'Environnement David Miliband avec 17 %, de la ministre de la Justice Harriet Harman avec 10 % et la présidente du Parti travailliste Hazel Blears avec 7 %. La campagne est lancée le 14 mai 2007 après la démission du chef adjoint sortant John Prescott. Benn a quelques difficultés à obtenir les 45 signatures nécessaires pour figurer sur le bulletin de vote, mais il obtient le soutien nécessaire pour rejoindre cinq autres candidats Hazel Blears, Harriet Harman, Alan Johnson, Peter Hain et le député d'arrière-ban Jon Cruddas,. C'est finalement Harriet Harman qui l'emporte. Benn est éliminé au troisième tour de scrutin, après avoir atteint 22,33 % des voix.

### Secrétaire d'État à l'Environnement, à l'Alimentation et aux Affaires rurales (2007-2010)
En 2007, Benn est nommé secrétaire d'État à l'Environnement, à l'Alimentation et aux Affaires rurales, à la suite de l'élection de Gordon Brown à la tête du parti et à la promotion de David Miliband au poste de ministre des Affaires étrangères. En tant que secrétaire d'État à l'Environnement, à l'Alimentation et aux Affaires rurales, il introduit et met en œuvre la loi britannique de 2008 sur le changement climatique. Il gère la menace que représente Mycobacterium bovis, familièrement appelée tuberculose bovine (TB), pour le bétail, avec un plan d'abattage du blaireau.
Lors du scandale des dépenses parlementaires, Benn est désigné par plusieurs journaux nationaux comme l'un des trois seuls hauts responsables du Parti travailliste à avoir présenté des dépenses irréprochables. Le Guardian déclare : « Lorsque l'on classe les dépenses totales de tous les députés de Westminster, Benn est le quinzième le moins cher pour le contribuable ».
Aux élections générales de 2010, Benn est réélu avec une part des voix diminuée de 49,3 % et une majorité de 10 645 voix,. Après l'élection, il occupe le poste de secrétaire d'État fantôme à l'Environnement, à l'Alimentation et aux Affaires rurales en 2010, sous la direction intérimaire d'Harriet Harman du Parti travailliste. Dans le cabinet fantôme d'Ed Miliband, annoncé le 8 octobre 2010, il est nommé Leader fantôme de la Chambre des communes. Lorsque Miliband remanie son cabinet le 7 octobre 2011, il est nommé secrétaire d'État fantôme chargé des Communautés et du Gouvernement local.

### Ministre fantôme des Affaires étrangères
Aux élections générales de 2015, Benn est réélu, augmentant sa part des voix à 55 % et sa majorité à 16 967 voix,. Après l'élection, Benn est nommé secrétaire fantôme aux Affaires étrangères dans le Second cabinet fantôme de Harriet Harman. Le 17 juin, Benn remplace Harriet Harman lors des questions du Premier ministre, lorsque David Cameron est en Europe, et Benn est l'adjoint officieux d'Harman.
En septembre 2015, des élections à la direction et à la direction adjointe du Parti travailliste ont lieu. Benn soutient Caroline Flint lors de l'élection à la direction adjointe et Andy Burnham lors de l'élection à la direction. Après l'élection de Jeremy Corbyn à la tête du parti travailliste en septembre, Benn conserve le poste de secrétaire fantôme aux Affaires étrangères au sein du Cabinet fantôme Corbyn et souligne que les travaillistes feraient campagne pour rester dans l'UE « en toutes circonstances ».
Le 20 septembre, Benn signale que le Parti travailliste pourrait soutenir les projets de frappes aériennes du Premier ministre David Cameron contre l'État islamique d'Irak et du Levant (EIIL) en Syrie. En novembre 2015, à la suite des attentats de Paris survenus quelques jours plus tôt, Benn est d'abord d'accord avec la position de Corbyn rejetant la proposition selon laquelle la Grande-Bretagne lancerait les frappes aériennes contre l’EI en Syrie. Cependant, Benn soutient par la suite les plans présentés par le Premier ministre et déclare qu'il ne démissionnerait pas en raison de son désaccord avec Corbyn parce qu'il « faisait [son] travail de secrétaire fantôme aux Affaires étrangères »,. Benn avait voté en faveur de la guerre en Irak en 2003 et de l'intervention militaire en Libye en 2011, mais avait voté contre une intervention militaire contre le président syrien Bachar el-Assad en 2013.

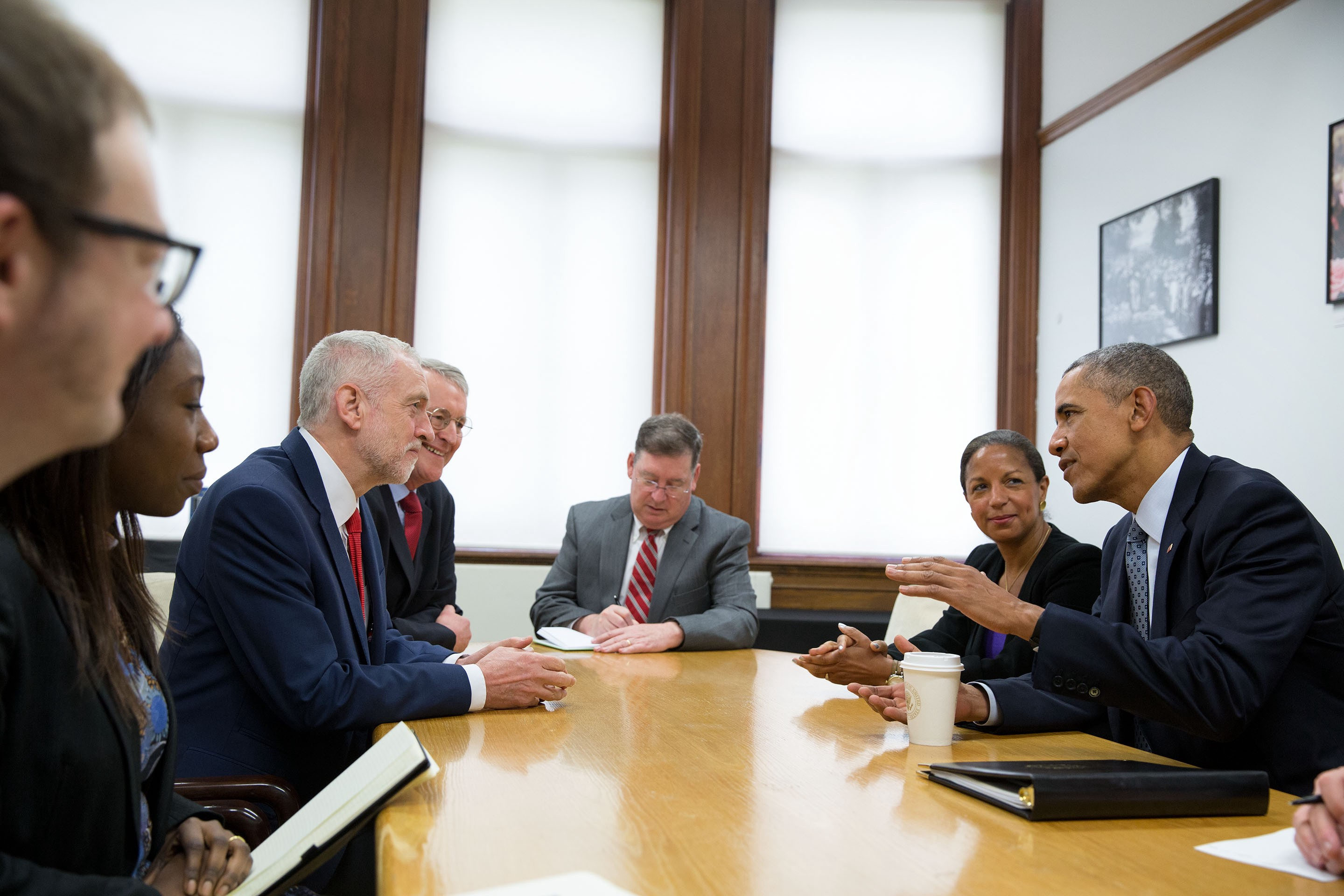
Benn et Jeremy Corbyn rencontrent le président Barack Obama en avril 2016.

Le 2 décembre 2015, Benn prononce le discours de clôture de l'opposition officielle lors du débat à la Chambre des communes sur les frappes aériennes contre l'EIIL en Syrie.
En janvier 2016, Benn critique l'implication britannique dans l'intervention menée par l'Arabie saoudite au Yémen après la fuite d'un rapport de l'ONU concluant qu'il y avait eu des attaques « généralisées et systématiques » contre des cibles civiles en violation du droit international humanitaire.
Le 25 juin 2016, The Observer révèle que Benn « a appelé ses collègues députés ce week-end pour leur suggérer qu'il demanderait à Corbyn de se retirer s'il y avait un soutien significatif en faveur d'une action contre le leader. Il a également demandé à ses collègues du cabinet fantôme de se joindre à lui et démissionner si le leader travailliste ignore cette demande. Lors d'un appel téléphonique aux premières heures du 26 juin, Benn indique à Corbyn que les députés travaillistes et les membres du cabinet fantôme n'ont « aucune confiance en notre capacité à remporter les élections » sous sa direction. Corbyn démet ensuite Benn de son poste de secrétaire fantôme aux Affaires étrangères. Dans un communiqué publié à 03h30, Benn déclare : « Il est désormais clair qu'il existe une inquiétude généralisée parmi les députés travaillistes et au sein du cabinet fantôme concernant la direction de notre parti par Jeremy Corbyn. En particulier, il n'y a aucune confiance dans notre capacité à remporter les prochaines élections, qui pourraient avoir lieu beaucoup plus tôt que prévu, si Jeremy continue à diriger. ». Plus tard dans la matinée, Heidi Alexander, secrétaire d'État fantôme à la Santé, démissionne ainsi que huit autres membres du cabinet fantôme.
Benn soutient Owen Smith dans la tentative ratée de remplacer Corbyn lors des élections à la direction du Parti travailliste de 2016.

### Président du comité restreint
En septembre 2016, Benn annonce son intention de se présenter à la présidence du nouveau comité restreint de sortie de l'Union européenne afin « d'obtenir le meilleur accord pour le peuple britannique ». Sa candidature est soutenue par l'ancien leader travailliste Ed Miliband, ainsi que par d'autres personnalités du parti travailliste, dont Angela Eagle, Dan Jarvis et Andy Burnham. Il affronte Kate Hoey, une collègue députée travailliste et partisane du vote en faveur du Brexit. Le résultat, annoncé le 19 octobre, était de 330 voix pour Benn et de 209 pour Hoey, Benn,,.
Lors des élections générales anticipées de 2017, Benn est réélu avec une part de voix accrue de 70,2 % et une majorité de 23 698 voix.
À ce poste, il soutient la loi de 2019 sur l'Union européenne (retrait) telle que proposée sur une base multipartite par Yvette Cooper du Labour et Oliver Letwin du Conservateur pour forcer le gouvernement à demander une prolongation du processus de l'article 50,,.
Il soutient la loi de 2019 sur l'Union européenne (retrait) (n° 2), par conséquent connue sous le nom de loi Benn, qui reçoit la Sanction royale le 9 septembre 2019, obligeant le Premier ministre à demander une troisième prolongation si aucun accord n'a été trouvé lors de la réunion suivante du Conseil européen en octobre 2019.
Aux élections générales de 2019, Benn est réélu, avec une part des voix diminuée de 61,7 % et une majorité de 19 270 voix.

### Secrétaire d'État fantôme pour l'Irlande du Nord
À la suite d'un remaniement du cabinet fantôme le 4 septembre 2023, Benn rejoint les premiers rangs et est nommé Secrétaire d'État pour l'Irlande du Nord du cabinet fantôme.
La nomination de Benn est saluée par Doug Beattie, chef du parti unioniste d'Ulster, qui fait remarquer que "la nomination d'un individu avec une carrière politique aussi longue est une indication de l'importance que le chef du parti travailliste accorde à l'Irlande du Nord ".
En raison de l'examen périodique des circonscriptions de Westminster en 2023, la circonscription de Benn, Leeds Central, est abolie et remplacée par Leeds South. En juin 2024, Benn est sélectionné comme candidat travailliste pour Leeds Sud aux élections générales de 2024.

### Secrétaire d'État pour l'Irlande du Nord
À la suite de la victoire du Parti travailliste aux élections générales de 2024, Benn est nommé secrétaire d'État pour l'Irlande du Nord par le Premier ministre Keir Starmer lors de la formation du nouveau cabinet,.

## Vie privée
En 1973, alors qu'il est à l'université, Benn épouse sa camarade Rosalind Caroline Retey. Elle est décédée d'un cancer, à l'âge de 26 ans, en 1979. Benn se remarie à Sally Christina Clark en 1982, et le couple a quatre enfants.
Comme son père, décédé en mars 2014, il est abstinent et végétarien.
Ayant un vif intérêt pour le football, Benn est président honoraire du Dundela FC à East Belfast et a régulièrement assisté à des matchs lorsqu'il était secrétaire d'État fantôme pour l'Irlande du Nord.